# Hermippus cruciatus
Hermippus cruciatus là một loài nhện trong họ Zodariidae.
Loài này thuộc chi Hermippus. Hermippus cruciatus được Eugène Simon miêu tả năm 1905.